# Parlamentul Iugoslaviei
Parlamentul Iugoslaviei a fost corpul legislativ al Iugoslaviei. În perioada interbelică în Regatul Iugoslaviei a fost cunoscut ca Adunarea Națională (Narodna skupština), în vreme ce în Republica Socialistă Federativă Iugoslavia purta numele de Adunarea Federală (Savezna skupština/Савезна скупштина). A fost corpul legislativ oficial al statului iugoslav, care a existat între 1918 și 1992 iar sediul său era găzduit în clădirea în care se află în prezent Adunarea Națională a Serbiei.

## Iugoslavia regală
Primul corp parlamentar al statului a fost Reprezentanța Națională Temporară care a existat până s-au desfășurat primele alegeri la 28 noiembrie 1920. Parlamentul nou înființat a fost cunoscut ca Adunarea Constituantă. Adunarea a adoptat controversata Constituție Vidovdan pe 28 iunie 1921, iar ulterior a devenit cunoscut ca Adunarea Națională.
În timpul dictaturii regelui Alexandru, regatul a devenit o monarhie constituțională și s-a format un senat în cadrul Adunării Naționale.

## Al Doilea Război Mondial
În 1942 în orașul bosniac Bihać, toate organizațiile angajate în rezistență s-au reunit în vederea găsirii unei forme de legătură politică, care avea să fie cunoscută sub denumirea de Consiliul Antifascist de Eliberare Populară a Iugoslaviei (AVNOJ). La cea de-a doua întrunire, care s-a desfășurat la Jajce în 1943, AVNOJ a fost declarat parlament provizoriu.

## Iugoslavia socialistă
În urma acordului semnat între Tito și Šubašić, AVNOJ a fost declarat unica autoritate politică în țară. După consolidarea puterii comuniștilor spre sfârșitul anului 1945, s-a format Adunarea Constituantă. Adunarea Constituantă a fost divizată în două camere: Adunarea Federală și Adunarea Popoarelor.
Odată adoptată constituția din 1946, numele Adunarea Națională a fost dat iar în folosință. Aceasta a fost alcătuită din două consilii: Consiliul Federal și Consiliul Popoarelor. În 1956, Adunarea Populară Federală a fost împărțită în Consiliul Federal și Consiliul Producătorilor.
În 1963, Adunarea Federală a fost împărțită în cinci consilii: Consiliul Federal, Consiliul Economic, Consiliul Educational-Cultural, Consiliul Social-Medical și Consiliul Organizațional-Politic. În 1968 Consiliul Popoarelor a fost reintrodus. Adunarea Federală a Iugoslaviei a fost singura adunare pentacamerală (ulterior hexacameral) din lume. În 1974 Adunarea Federală a fost împărțită încă odată în două camere: Consiliul Federal și Consiliul Republicilor și Regiunilor.
Adunarea Federală a fost alcătuită din membrii aleși din Liga Comuniștilor a fiecărei republici constituente din cadrul Ligii Comuniștilor din Iugoslavia.
Adunarea Federală a fost bicamerală, camera inferioară a fost numită Camera Federală iar cea superioară Camera Republicilor și a Provinciilor. Camera Federală cuprindea 30 de membri din fiecare republică și 20 din fiecare provincie autonomă, pe când Camera Republicilor și Provinciilor era formată din 12 membri ai fiecărei republici și 8 din partea fiecărei provincii autonome.
Când Liga Comuniștilor s-a destrămat în 1990 în urma tensiunilor etnice, Adunarea Federală a fost închisă. Instituția avea să își reia rolul sub denumire de Adunarea Federală a Republicii Federale Iugoslavia în 1992, iar spre deosebire de predecesoarea acesteia, membrii acesteia erau aleși prin vot.